# 布魯特斯的心臟
《布魯特斯的心臟》是日本作家東野圭吾的長篇推理小說。光文社於1989年發行了新書，1993年發行了光文社文庫版，副標題〈完美犯罪殺人電驛〉是文庫本之後才掛上去的，2009年發行了新裝版改封面。本作講述擔任人工智慧機器人開發的拓也，原本將施行一項計畫，然而施行當中卻全然翻盤，故事隨之發展下去。
在2011年6月17日播放由藤原龍也主演的電視劇。

## 出版書籍
| 出版社       | 出版日期      | 格式   | 頁數  | ISBN                   | 譯者   |
| ------------ | ------------- | ------ | ----- | ---------------------- | ------ |
| 光文社       | 1989年10月    | 新書判 | 264頁 | ISBN 978-4-33-402839-8 | 不適用 |
| 光文社       | 1993年8月6日  | 文庫本 | 362頁 | ISBN 978-4-33-471739-1 | 不適用 |
| RH Korea     | 2007年7月30日 | 平裝書 | 392頁 | ISBN 978-892-551124-5  |        |
| 皇冠出版公司 | 2010年1月25日 | 平裝書 | 272頁 | ISBN 978-957-332-624-3 | 張智淵 |
| 南海出版公司 | 2013年1月1日  | 平裝書 | 264頁 | ISBN 978-754-426443-3  | 趙仲明 |
| 南海出版公司 | 2014年10月1日 | 平裝書 | 264頁 | ISBN 978-754-427467-8  | 趙仲明 |

## 書籍評價
- 東野圭吾挑戰「倒述推理」全新手法、展現強大寫作才華的驚悚傑作！[2]
- 日本亞馬遜書店讀者四顆半星超高評價！[2]

## 宣傳詞
- 「為了約定的未來，男人走上殺人之路！[3]」。

## 故事簡介
產業機器製造廠的裝配機器人「直美」作業失誤，引發意外。而參與布魯特斯計畫，開發人工智能機器人的末永拓也陷入了困境，因為他的情人雨宮康子懷孕了，但她拒絕墮胎。一心要往上爬的拓也，計劃要成為公司社長的女婿。如果這件事暴露的話，他的計劃就會失敗。正當拓也苦無對策而感到焦慮之際，他發現另外有兩個人一樣和康子有親密關係。其中一人提出了一個意外的提議：合謀把康子殺掉。於是這群男人開始了完全犯罪的謀殺接力。
看似完美的謀殺計畫卻出了錯。末永拓也一路追索出錯的環節，最終必須在廠內布魯特斯計畫的實作中一勞永逸的解決。

## 登場人物
末永 拓也（Suenaga Takuya）
在產業機器製造廠「MM重工」工作，負責人工智能機器人「布魯特斯」的研究開發。
專任董事仁科敏樹招婿的對象之一。謀殺接力計劃的參加者。
雨宮 康子（Amamiya Yasuko）
MM重工專任董事的秘書，和拓也、直樹和橋本有著男女關係。
仁科 直樹（Nishina Naoki）
拓也的上司，MM重工機器人事業部的開發企劃室長，敏樹的兒子。謀殺接力計劃的發起人。
橋本 敦司（Hashimoto Atsushi）
拓也的同事。謀殺接力計劃的參加者。
中森 弓繪（Nakamori Yumie）
MM重工開發企劃室職員，直樹的秘書。
酒井 悟郎（Sakai Gorou）
MM重工工場實驗部作業員，弓繪的青梅竹馬。
仁科 敏樹（Nishina Toshiki）
MM重工創辦人仁科慶一郎的兒子，現任專任董事。
仁科 星子（Nishina Hoshiko）
敏樹的小女兒，剛從美國留學歸來。敏樹屬意將她嫁給拓也。
宗方 伸一（Munakata Shinichi）
MM重工飛機事業部的研究主任。敏樹的大女兒詩織的丈夫。
高島 勇二（Takashima Yuuji）
弓繪的前未婚夫。1年前死於工業意外。

## 電視劇
在2011年6月17日富士電視台的「週五Prestige」時段播放，標題為「東野圭吾三週連續SP」第二彈「布魯特斯的心臟」，由出演過電影《賭博默示錄2》的藤原龍也主演。收視率16.1%。

### 主演
- 末永拓也 — 藤原龍也
- 雨宮康子 — 内山理名
- 仁科敏樹（MM重工業社長） — 風間杜夫
- 宗方伸一（MM重工業航空機開發部，敏樹大女兒的丈夫） — 鶴見辰吾
- 仁科直樹 — 袴田吉彦
- 仁科星子（敏樹的二女兒，拓也交往的對象）— 蘆名星
- 中森弓繪（MM重工業開發企劃室） — 加藤愛
- 橋本敦司 — 大倉孝二
- 佐山總一（警視廳捜査一課刑事） — 近藤芳正
- 酒井悟郎（MM重工業工場實驗部作業員，弓繪的青梅竹馬） — 高橋努
- 新堂（警視廳捜査一課刑事） — 音尾琢真
- 高島勇二（弓繪的未婚夫，2年前死亡） — 忍成修吾
- 河田（的士〔計程車〕司機） — 佐藤正宏
- 課長 — 杉崎真宏
- 拓也的父親（已故） — 岡本光太郎
- 田所 — 佐野泰臣
- 拓也的母親（已故） — 後藤祐里

### 製作人員
- 脚本：樋川佳代
- 導演：入江悠
- 技術協力：VASC
- 美術協力：FUJI ART
- 殺陣：大道寺俊典
- 企劃統括：立松嗣章
- 總製作：小池秀樹
- 企劃：鹿内植
- 製作：森川真行
- 製作協力：FINE Entertainment
- 製作著作：富士電視台

| 香港 無綫劇集台 星期六15:00-17:00及21:00-23:00 | 香港 無綫劇集台 星期六15:00-17:00及21:00-23:00  | 香港 無綫劇集台 星期六15:00-17:00及21:00-23:00 |
| ---------------------------------------------- | ----------------------------------------------- | ---------------------------------------------- |
|                                                | 東野圭吾懸疑劇場：布魯特斯的心臟 （2012.08.11） |                                                |
| 東野圭吾懸疑劇場：十一文字殺人 （2012.08.04）  | 東野圭吾懸疑劇場：迴廊亭殺人事件 （2012.08.18） |                                                |
| 香港 高清翡翠台 星期六午夜連續劇               |                                                 |                                                |
| 南極大陸 （2012.11.17 - 2013.01.26）           | 東野圭吾懸疑劇場：布魯特斯的心臟 （2013.02.02） | 東野圭吾懸疑劇場：十一文字殺人 （2013.02.16）  |
| 香港 無綫電視翡翠台 星期一 凌晨劇集時段        |                                                 |                                                |
| （2014.07.28 - 2014.09.08）                    | 東野圭吾懸疑劇場：布魯特斯的心臟 （2014.09.15） | 東野圭吾懸疑劇場：十一文字殺人 （2014.09.22）  |